# Departamento de Zou
Zou es uno de los doce departamentos (départements) de Benín. La ciudad más importante de Zou es Abomey. Tiene una superficie de 5.106 km², y una población de 851 580 habitantes (2013).